# Le Bosc (Ariège)
Le Bosc è un comune francese di 117 abitanti situato nel dipartimento dell'Ariège nella regione dell'Occitania.

## Società

### Evoluzione demografica
Abitanti censiti